# Pareuplexia quadripuncta
Pareuplexia quadripuncta là một loài bướm đêm trong họ Noctuidae.